# In Step
In Step è il quarto album discografico in studio del cantante e chitarrista Stevie Ray Vaughan, realizzato con i Double Trouble e pubblicato nel giugno del 1989. I brani del disco furono registrati (e mixati) al: Kiva Studios di Memphis (Tennessee), Sound Castle ed al Summa Studios di Los Angeles, California (Stati Uniti).

## Tracce
Lato A
1. The House Is Rockin' – 2:23 (Stevie Ray Vaughan, Doyle Bramhall)
2. Crossfire – 4:09 (Bill Carter, Chris Layton, Doyle Bramhall, Reese Wynans, Ruth Ellen Ellsworth, Tommy Shannon)
3. Tightrope – 4:38 (Stevie Ray Vaughan, Doyle Bramhall)
4. Let Me Love You Baby – 2:41 (Willie Dixon)
5. Leave My Girl Alone – 4:15 (Buddy Guy)
6. Travis Walk – 2:19 (Stevie Ray Vaughan)

Durata totale: 20:25
Lato B
1. Wall of Denial – 5:35 (Stevie Ray Vaughan, Doyle Bramhall)
2. Scratch-N-Sniff – 2:41 (Stevie Ray Vaughan, Doyle Bramhall)
3. Love Me Darlin' – 3:18 (Chester Burnett (Howlin' Wolf))
4. Riviera Paradise – 8:49 (Stevie Ray Vaughan)

Durata totale: 20:23
Edizione CD del 1999, pubblicato dalla Epic/Legacy Records (EK 65874)
1. The House Is Rockin' – 2:23 (S.R. Vaughan, D. Bramhall)
2. Crossfire – 4:09 (B. Carter, C. Layton, D. Bramhall, R. Wynans, R.E. Ellsworth, T. Shannon)
3. Tightrope – 4:38 (S.R. Vaughan, D. Bramhall)
4. Let Me Love You Baby – 2:41 (W. Dixon)
5. Leave My Girl Alone – 4:15 (B. Guy)
6. Travis Walk – 2:19 (S.R. Vaughan)
7. Wall of Denial – 5:35 (S.R. Vaughan, D. Bramhall)
8. Scratch-N-Sniff – 2:41 (S.R. Vaughan, D. Bramhall)
9. Love Me Darlin' – 3:18 (C. Burnett)
10. Riviera Paradise – 8:49 (S.R. Vaughan)
11. SRV Speaks – 1:34 – Bonus Track
12. The House Is Rockin' – 2:48 (S.R. Vaughan, D. Bramhall) – Bonus Track - Live
13. Let Me Love You Baby – 3:47 (W. Dixon) – Bonus Track - Live
14. Texas Flood – 7:28 (J.W. Scott, L.C. Davis) – Bonus Track - Live
15. Life Without You – 13:18 (S.R. Vaughan) – Bonus Track - Live

Durata totale: 69:43
- Brani - nr. 12, 13, 14 e 15, registrati dal vivo il 29 novembre 1989 a Denver, Colorado (Stati Uniti)

## Formazione
- Stevie Ray Vaughan - chitarre, voce
- Tommy Shannon - basso
- Chris Layton - batteria, percussioni
- Reese Wynans - tastiere

Texacali Horns
- Joe Sublett - sassofono (brani: Crossfire e Love Me Darlin')
- Darrell Leonard - tromba (brani: Crossfire e Love Me Darlin')

Note aggiuntive
- Stevie Ray Vaughan and Double Trouble, Jim Gaines - produttori
- Jim Gaines e Richard Mullins - ingegneri del suono
- Jim Gaines e Dave McNair - missaggio
- Richard McKernen - ingegnere del suono aggiunto
- Evan Rush - assistente ingegnere del suono (Kiva Studios)
- Danny Jones - assistente ingegnere del suono (Kiva Studios)
- Bob Lacivita - assistente ingegnere del suono (Sound Castle Studios)
- Jim Champagne - assistente ingegnere del suono (Sound Castle Studios)
- Ryan Dorn - assistente ingegnere del suono (Summa Studios)

## Classifiche
- Stati Uniti Billboard 200 - #33

## Premi
- Grammy Awards 1990 - "Best Contemporary Album"